# 張諾
張諾（1476年—？），字承之，山東濟南府濱州人，軍籍，明朝政治人物。

## 生平
弘治八年（1495年）乙卯科山東鄉試第六名舉人。弘治九年（1496年）聯捷丙辰科會試第一百六十五名，二甲第二十九名進士。

## 家族
曾祖張公；祖父張榮；父張興，母劉氏。具慶下。